# Nita Lowey
Nita Melnikoff Lowey (New York, 5 luglio 1937 – Harrison, 15 marzo 2025) è stata una politica statunitense, membro della Camera dei Rappresentanti per lo stato di New York dal 1989 al 2021.

## Biografia
Nel 2000 fu giudicata una delle papabili candidate al Senato degli Stati Uniti, ma la Lowey ritirò la sua candidatura quando Hillary Clinton manifestò la propria. Quando la Clinton divenne Segretario di Stato nel 2008, si vociferò che Nita Lowey avrebbe preso il suo posto al Senato, finché la notizia non venne smentita dalla diretta interessata.
Nel 2018 Lowey è diventata la prima donna a presiedere la Commissione per gli stanziamenti della Camera. Il 10 ottobre 2019 ha annunciato che si sarebbe ritirata e che non si sarebbe ricandidata al Congresso per le elezioni del 2020.